# Ust-Labinsky (huyện)
Huyện Ust-Labinsky (tiếng Nga: ? райо́н) là một huyện hành chính tự quản (raion), của Vùng Krasnodar, Nga. Huyện có diện tích 1511 km², dân số thời điểm ngày 1 tháng 1 năm 2000 là 107600 người. Trung tâm của huyện đóng ở Ust-Labinsk.